# Idwal ap Meurig
Idwal ap Meurig (overleden 996) was een van de zonen van Meurig ab Idwal, en dus een kleinzoon van Idwal Foel. Samen met zijn broers, waarvan de namen niet zijn overgeleverd, versloeg hij in 994 koning Maredudd ab Owain. In 996 sneuvelde hij. Hij was de vader van Iago ab Idwal en de overgrootvader van Gruffudd ab Cynan.